# Boreci
Boreci este o localitate din comuna Križevci, Slovenia, cu o populație de 286 de locuitori.